# 偷天遊戲
《偷天遊戲》（英語：The Thomas Crown Affair）是一套1999年的美國犯罪片，由約翰·麥提南執導，皮尔斯·布鲁斯南、蕾妮·罗素及丹尼斯·利瑞主演。電影是1968年《龍鳳鬥智》的重拍版，描述一名身為富翁的名畫小偷與保險公司的女探員之間的鬥智鬥力以至愛情遊戲。

## 演員表
- 皮尔斯·布鲁斯南 飾 湯瑪士（Thomas Crown）
- 蕾妮·罗素 飾 嘉芙蓮（Catherine Banning）
- 丹尼斯·利瑞 飾 Detective Michael McCann
- 弗里茨·韋弗（英语：Fritz Weaver） 飾 John Reynolds
- 弗兰基·费森 飾 Detective Paretti
- 賓·加沙拉（英语：Ben Gazzara） 飾 Andrew Wallace
- 馬克·馬戈利斯 飾 Heinrich Knutzhorn
- 伊瑟·肯娜達 飾 Anna Tyrol Knutzhorn
- 費·唐娜薇 飾 精神科醫師
- Michael Lombard 飾 Bobby McKinley
- 西蒙·琼斯 飾 在講電話的會計師（未掛名）[1]
- Cynthia Darlow（英语：Cynthia Darlow） 飾 Daria

費·唐娜薇在1968年的《龍鳳鬥智》中飾演Catherine Banning，但在原片中她角色的名字叫Vicki Anderson。

## 製作
本片的主體拍攝於1998年10月5日開始，拍攝地為美國紐約。

## 外部連結
- 官方网站
- 互联网电影数据库（IMDb）上《The Thomas Crown Affair》的资料（英文）
- Template:Allrovi/movie
- Box Office Mojo上《The Thomas Crown Affair》的資料（英文）